# エリザベス・ベア
エリザベス・ベア（Elizabeth Bear、1971年9月22日 - ）はアメリカ合衆国の小説家、SF作家。2005年にはジョン・W・キャンベル新人賞、2008年には「受け継ぐ者」(Tideline) でヒューゴー賞 短編小説部門、2009年には「ショゴス開花」(Shoggoths in Bloom) でヒューゴー賞 中編小説部門を受賞。ジョン・W・キャンベル新人賞受賞者でヒューゴー賞の小説部門を複数回受賞したSF作家は2009年現在で5人しかいない。

## 経歴
コネチカット州ハートフォードで生まれる。コネチカット大学で歴史学と人類学を専攻するが中退。メディア産業専門家、厩務員、大規模病院の微生物処理マニュアル作業員、校正作業員など様々な職を転々とした。
ある期間、短編One-Eyed Jack, the Suicide King, Follow Me Light, This Tragic Glassなどの舞台としたネバダ州ラスベガスに住んでいたが、2006年1月コネチカット州へ戻る。
処女長編『HAMMERED—女戦士の帰還—』が2005年1月に出版されジョン・W・キャンベル新人賞を受賞。同年6月には続編『SCARDOWN—軌道上の戦い—』、11月には『WORLDWIRED—黎明への使徒—』が出版された。この三部作はカナダ軍中級准尉ジェニー・ケイシーを主人公にした作品で、ジェニー・ケイシーは他に "Gone to Flowers" という短編にも登場している。このシリーズは2006年のローカス賞 第一長篇部門を受賞した。
2006年に初の短編集 The Chains That You Refuse が出版され、Blood and Iron ではファンタジーのシリーズ "The Promethean Age" を開始。
Viable Paradise という創作ワークショップでインストラクターを務めており、かつては Clarion West Writers Workshop でも教えていた。

## 主な作品リスト

### 長編

#### 《サイボーグ士官ジェニー・ケイシー》シリーズ
- 『HAMMERED—女戦士の帰還—』月岡小穂訳、ハヤカワ文庫SF、2008年（Hammered, 2005）
- 『SCARDOWN—軌道上の戦い—』月岡小穂訳、ハヤカワ文庫SF、2008年（Scardown, 2005）
- 『WORLDWIRED—黎明への使徒—』月岡小穂訳、ハヤカワ文庫SF、2008年（Worldwired, 2005）

#### Karen Memory シリーズ
- 『スチーム・ガール』赤尾秀子訳、創元SF文庫、2017年 (Karen Memory, 2015)
- Stone Mad (2018、ノヴェラ)

#### The Promethean Age シリーズ
- Blood and Iron (2006)
- Whiskey and Water (2007)
- Ink and Steel (2008)
- Hell and Earth (2008)
- One Eyed Jack (2013)

#### Jacob's Ladder 三部作
- Dust (2007)
- Chill (2010)
- Grail (2011)

#### The Edda of Burdens シリーズ
- All the Windwracked Stars (2008)
- By the Mountain Bound (2009)
- The Sea thy Mistress (2011)

#### The Iskryne シリーズ（サラ・モネット（英語版）と共著）
- A Companion to Wolves, co-written with Sarah Monette (2007)
- The Tempering of Men, co-written with Sarah Monette (2011)
- An Apprentice to Elves, co-written with Sarah Monette (2015)

#### New Amsterdam シリーズ
- New Amsterdam (2007)
- Seven for a Secret (2009)
- The White City (2011、ノヴェラ)
- Ad Eternum (2012、ノヴェラ)
- Garrett Investigates (2012)

#### Eternal Sky 三部作
- Range of Ghosts (2012)
- Shattered Pillars (2013)
- Steles of the Sky (2014)

#### The Lotus Kingdoms シリーズ
- The Stone in the Skull (2017)

#### 他の長編
- Carnival (2006)
- Undertow (2007)
- Bone and Jewel Creatures (2010、ノヴェラ)

#### White Space
- Ancestral Night (2018)

### 短編集
- The Chains That You Refuse (2006)
- Shoggoths in Bloom (2012)

### 短編
- 非弾性衝突（2007）
- ショゴス開花（2008）

## 受賞歴
- 2005年 ジョン・W・キャンベル新人賞
- 2006年 ローカス賞 第一長篇部門 《サイボーグ士官ジェニー・ケイシー》シリーズ
- 2008年 シオドア・スタージョン記念賞 「受け継ぐ者」
- 2008年 ヒューゴー賞 短編小説部門 「受け継ぐ者」
- 2009年 ヒューゴー賞 中編小説部門 「ショゴス開花」
- 2009年 ゲイラクティック・スペクトラム賞（英語版）（LGBT関連のSFやファンタジーの賞） The Stratford Man (Ink and Steel, Hell and Earth)
- 2012年 オーディ賞（英語版） オリジナル作品部門（オーディオブックの賞） "Metatropolis: Cascadia"
- 2012年 ヒューゴー賞 ファンキャスト部門 "SF Squeecast"